# Taça Cidade de Porto Alegre
A Taça Cidade de Porto Alegre foi um torneio de futebol realizado na cidade de Porto Alegre, capital do Rio Grande do Sul, Brasil na década de 1940. O Cruzeiro-RS erroneamente atribui-se o título de 1943, confundindo-o com o título do Torneio Triangular de Porto Alegre.
Foi reeditado pelo Internacional em 1983, com times eliminados na fase inicial do campeonato brasileiro de então e que só jogariam os estaduais depois de dois meses.
Houve nova edição em 1996, como parte da Campanha do Agasalho local.

## Edição de 1947
- Participantes: Cruzeiro-RS, Grêmio, Internacional[1]

| Taça Cidade de Porto Alegre 1947 |
| -------------------------------- |
| Cruzeiro-RS Campeão Invicto      |

## Edição de 1948
- Participantes: Cruzeiro-RS, Grêmio, Internacional

| Taça Cidade de Porto Alegre 1948 |
| -------------------------------- |
| Grêmio Campeão Invicto           |

## Edição de 1983
- Participantes: America, Corinthians, Internacional e Palmeiras
- Jogos

| 6 maio. 1983 semifinal | Corinthians      | 2 – 2 4 - 3 (pen) | America                   | Estádio Beira-Rio, Porto Alegre                                      |
|                        | Sócrates 10' 43' |                   | Gílson 18' · Luisinho 75' | Público: Preliminar de Inter e Palmeiras Árbitro: Luís Cunha Martins |

Corinthians: Leão, Alfinete, Mauro, Daniel González e Wladimir; Paulinho, Sócrates (Luís Fernando) e Zenon; Eduardo, Ataliba e Paulo Egídio.
Técnico: Zé Maria.
América: Gasperin (Ernâni), Donato, Nei, Geraldo e Aírton; Pires, Gilberto e Moreno; Gilcimar, Luisinho e Gilson.
Técnico: Edu
| 6 maio. 1983 semifinal | Internacional | 1 – 1 4 - 2 (pen) | Palmeiras                 | Estádio Beira-Rio, Porto Alegre                                |
|                        | Silvinho 4'   |                   | Carlos Alberto Seixas 13' | Público: 12,249 (Cr$ 8,935,500,00) Árbitro: Paulo Sérgio Pinto |

Internacional: Benítez, Luís Carlos, Mauro Pastor, Mauro Galvão e André Luís; Ademir, Renê e Rubén Paz (Borracha); Sílvio (Paulo César), Geraldão e Silvinho.
Técnico: Dino Sani.
Palmeiras: João Marcos, Perivaldo, Luís Pereira, Vágner e Márcio; Batista, Carlos Alberto e Cleo; Jorginho, Carlos Alberto Seixas e Carlos Henrique.
Técnico: Rubens Minelli.
| 8 maio 1983 3º lugar | Palmeiras        | 2 – 1 | America      | Estádio Beira-Rio, Porto Alegre                    |
|                      | Jorginho 47' 73' |       | Luisinho 16' | Público: Preliminar da final Árbitro: José Nocelin |

Palmeiras: João Marcos, Perivaldo, Luís Pereira, Nenê e Márcio; Vágner, Carlos Alberto e Cleo; Jorginho, Carlos Alberto Seixas (Alcântara) e Esquerdinha.
Técnico: Rubens Minelli.
América: Gasperin (Válter), Donato, Zé Dilson, Everaldo e Aírton; Pires, Gilberto e Moreno (Zé Antônio); Gilcimar (William), Luisinho e Batista. Técnico: Edu.
| 08 maio 1983 final | Corinthians | 0 – 0 4 - 1 (pen) | Internacional | Estádio Beira-Rio, Porto Alegre                            |
|                    |             |                   |               | Público: 8,509 (Cr$ 5,953,500,00) Árbitro: Silvio Oliveira |

Corinthians: Leão, Alfinete, Mauro, Wágner e Wladimir; Paulinho, Sócrates e Zenon; Eduardo, Ataliba (Vidotti) e Paulo Egídio.
Técnico: Zé Maria.
Internacional: Benítez, Luís Carlos, Mauro Pastor, Mauro Galvão e André Luís; Ademir, Renê (Borracha) e Ruben Paz; Júlio (Paulo César), Geraldão e Silvinho.
Técnico: Dino Sani.
| Taça Cidade de Porto Alegre 1983 |
| -------------------------------- |
| Corinthians Campeão Invicto      |

## Edição de 1996
- Participantes: sem dados disponíveis

| Taça Cidade de Porto Alegre 1996 |
| -------------------------------- |
| Grêmio Campeão Invicto           |